# Peel Tower

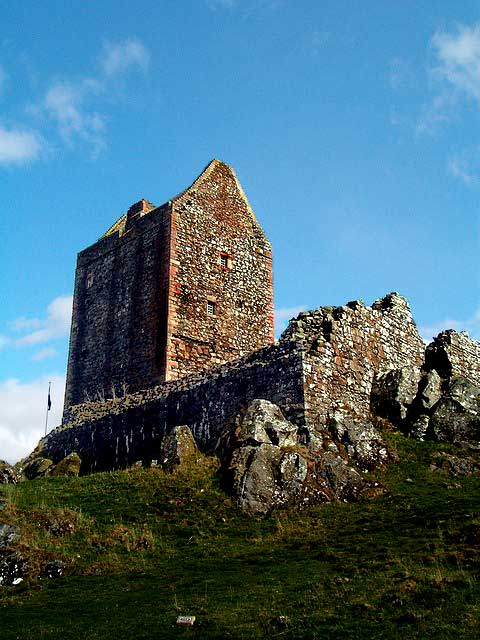
Smailholm Tower, Scottish Borders

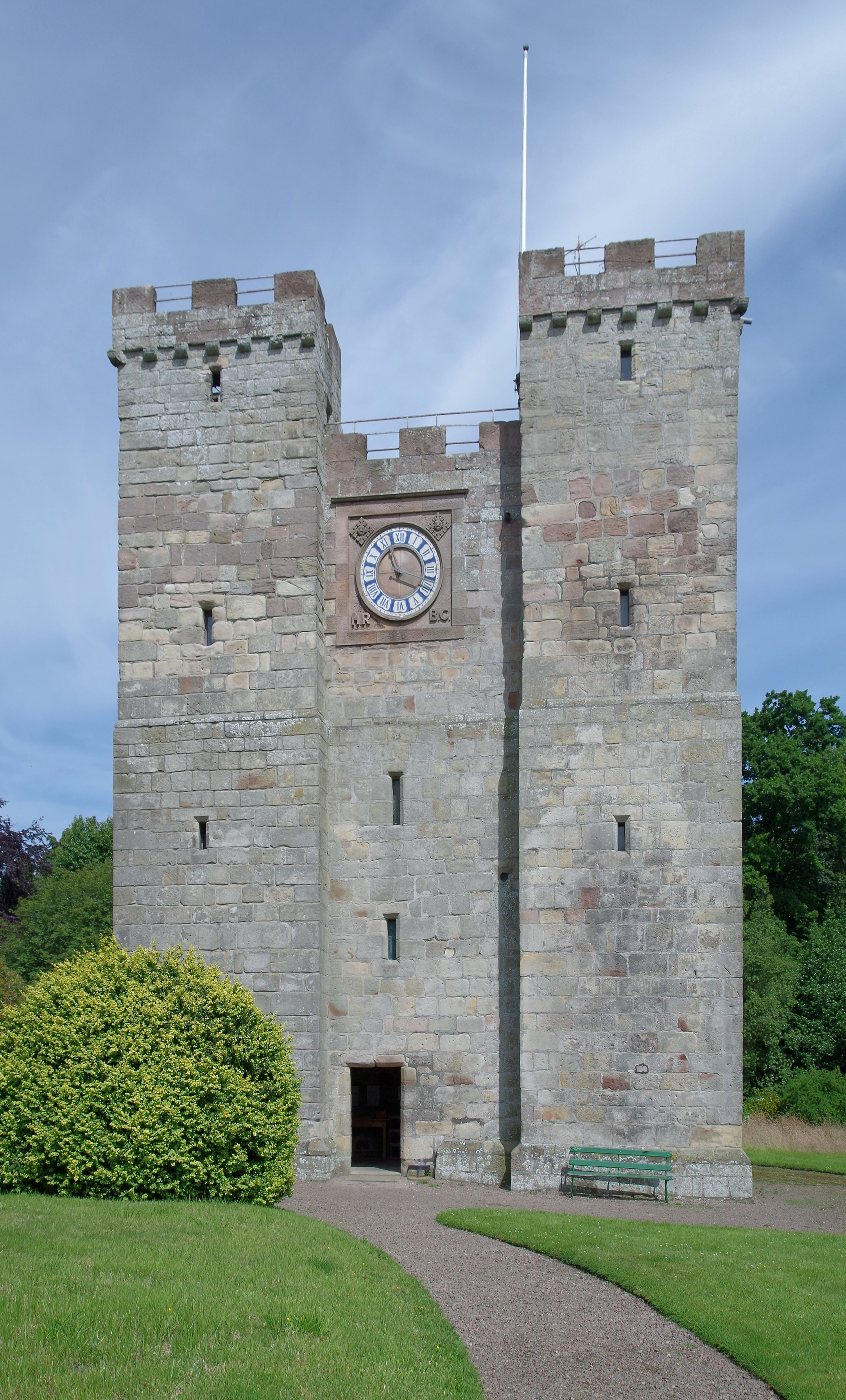
Preston Pele Tower, Northumberland

Peel Tower (auch Pele Tower) nennt man eine besondere Konstruktionsart von Gebäuden, die hauptsächlich zu beiden Seiten entlang der englisch-schottischen Grenze in Gegenden zu finden sind, die in früheren Zeiten unter Überfällen der Border Reivers zu leiden hatten. Ihre Form erinnert an frühmittelalterliche Bergfriede, sie gelten zudem als die Vorläufer der Tower Houses.
Der Name wird zwar auf das lateinische Wort „pilum“ zurückgeführt, bedeutet hier aber „Pfosten“ oder „angespitzte Stange“.

## Beschreibung
Spuren der Vorläufer lassen sich bis in prähistorische Zeit zurückverfolgen. Aus Gestrüpp hergestellte Gatter für das Vieh wurde im Lauf der Zeit durch Mauern aus Feldsteinen, Grassoden und Lehm ersetzt, die dann zusätzlich mit angespitzten Holzpfählen verstärkt wurden. Diese befestigten Areale, meist auch noch durch einen äußeren Graben geschützt, wurden „piles“, „pales“ oder „pele“ genannt. Zu Beginn des 12. Jahrhunderts wurden vermehrt Wohntürme innerhalb dieser Befestigungen errichtet; zuerst aus Holz und Lehm, ab Ende des 13. Jahrhunderts aber immer mehr aus Stein.
Schottische Peel Tower waren meist quadratisch mit einer Seitenlänge von zehn bis zwölf Metern, und aus größtenteils unbearbeiteten Feldsteinen errichtet. Ihre Wandstärken konnten bis zu zwei Meter betragen, dabei waren sie üblicherweise drei Stockwerke hoch. Die unterste Etage bestand aus ein oder zwei Gewölbekellern als Vorratslager und Stallung für das Vieh; ohne Durchgang zu den darüber liegenden Stockwerken. Der Zugang zu den oberen Stockwerken erfolgte über eine außen angebrachte Leiter oder schmale hölzerne Treppe, das Tor bestand oft aus zwei oder drei miteinander verbundenen Türen und verschiedenen Verriegelungen. Die beiden oberen Stockwerke besaßen je einem Raum und waren durch eine enge Wendeltreppe miteinander verbunden. Fenster waren, sofern überhaupt vorhanden, in der obersten Etage klein und mit massiven Läden zu verschließen, in der unteren Etage jedoch nur als Schießscharten ausgelegt. Das Dach war mit Schiefer oder anderen großen Steinplatten gedeckt.
Die englischen Peel Tower waren meist rechteckig und deutlich größer; bei bis zu sechs Stockwerken Höhe konnten Maße von 16 m × 18 m erreicht werden. Die Wände besaßen eine Stärke von bis zu drei Metern; ansonsten glich der innere Aufbau dem der schottischen Peel Tower. Äußerlich waren jedoch Unterschiede zu sehen, hier wurden oft fein behauene Steine verwendet, auch wurden in der obersten Etage zusätzliche Verteidigungseinrichtungen, wie beispielsweise Wehrerker, angebracht.
Der typische Peel Tower wurde nicht vom Adel, sondern von Grundbesitzern, den Lairds, errichtet. Sie sind daher nur an kleineren Siedlungsplätzen zu finden. Auf Grund ihrer Größe waren sie nicht dauerhaft bewohnt, sondern dienten als Zuflucht bei akuter Gefahr. Dies war jedoch nicht ihr einziger Zweck: Die Reihen der Türme beiderseits der Grenze sowie eine Verfügung des schottischen Parlamentes aus dem Jahr 1455, welches einen Feuerkorb auf der Spitze des Turmes vorschrieb, um bei Tag mit Rauch und des Nachts mit Feuer die Nachbarn zu alarmieren, machten sie auf englischer und schottischer Seite zu einer effektiven Vorwarneinrichtung.
Nach dem Vorbild der Peel Tower errichtete die einfache Bevölkerung in abgelegenen Gegenden die Bastle houses.